# Świemirowo (Sopoty)
Świemirowo (kašubsky Czmirowò či Smirowò, Semierowò, německy Schmierau) je jižní čtvrť přímořského města Sopoty v Pomořském vojvodství v severním Polsku. Čtvrtí protéká Potok Karlikowski (Potok Świemirowski).

## Další informace
První písemná zmínka o Świemirowu se datuje k roku 1212 a od roku 1874 je součástí Sopot.
Čtvrť se táhne od jihovýchodu k severozápadu Świemirowskou dolinou jako klín vražený do Trojměstského krajinného parku (Trójmiejski Park Krajobrazowy). Severozápadní část Świemirowa má rezidenční charakter a jihovýchodní část má charakter průmyslu a služeb. Na východě hraničí Świemirowo se sopotskou čtvrtí Karlikowo. Hlavní přístup do čtvrti je z odboček silnice Aleja Niepodległości. Dopravní obsluha je uskutečňována vlaky (železniční stanice Sopot Wyścigi), autobusy a trolejbusy.
Nachází se zde také park Polanka Esperantystów (česky Planina/Mýtina/Paseka esperantistů) a několik turistických a cykloturistických tras.
Severně a jižně od Świemirowa se nacházejí lesy a kopce Trojměstského krajinného parku, kde severně je významný turistický rozcestník Mała Gwiazda a kopec Zajęcze Wzgórze.

## Galerie

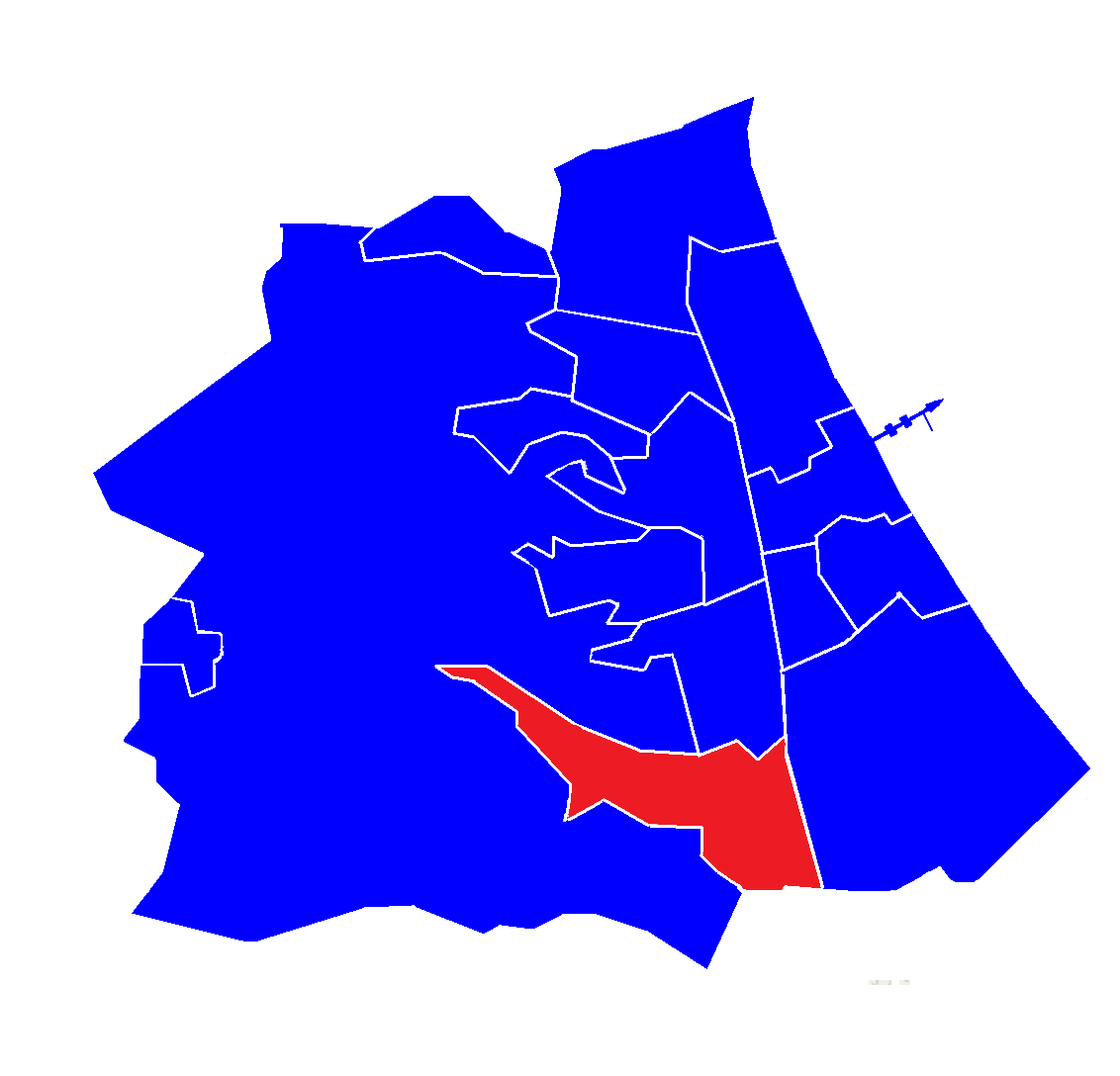
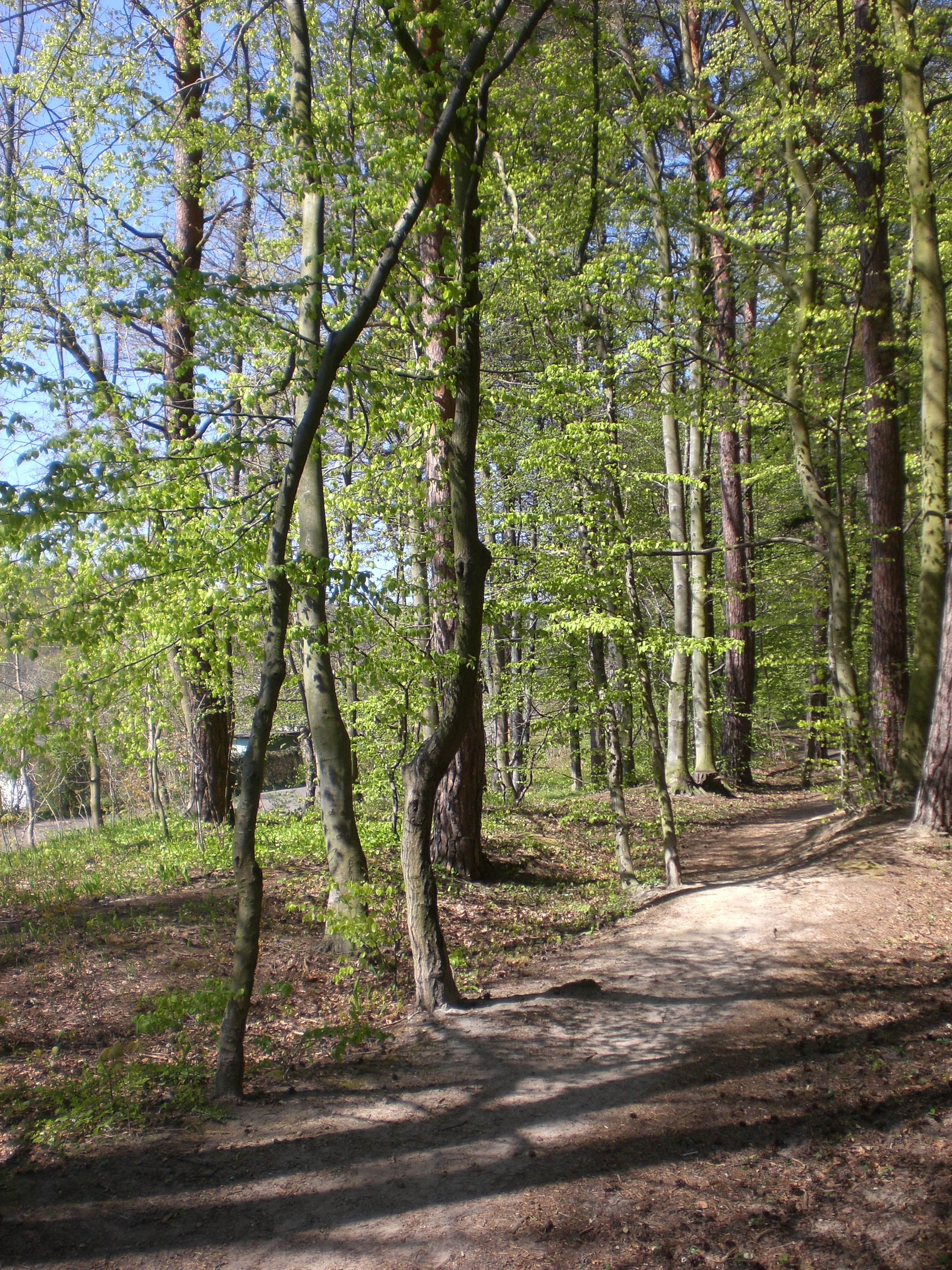
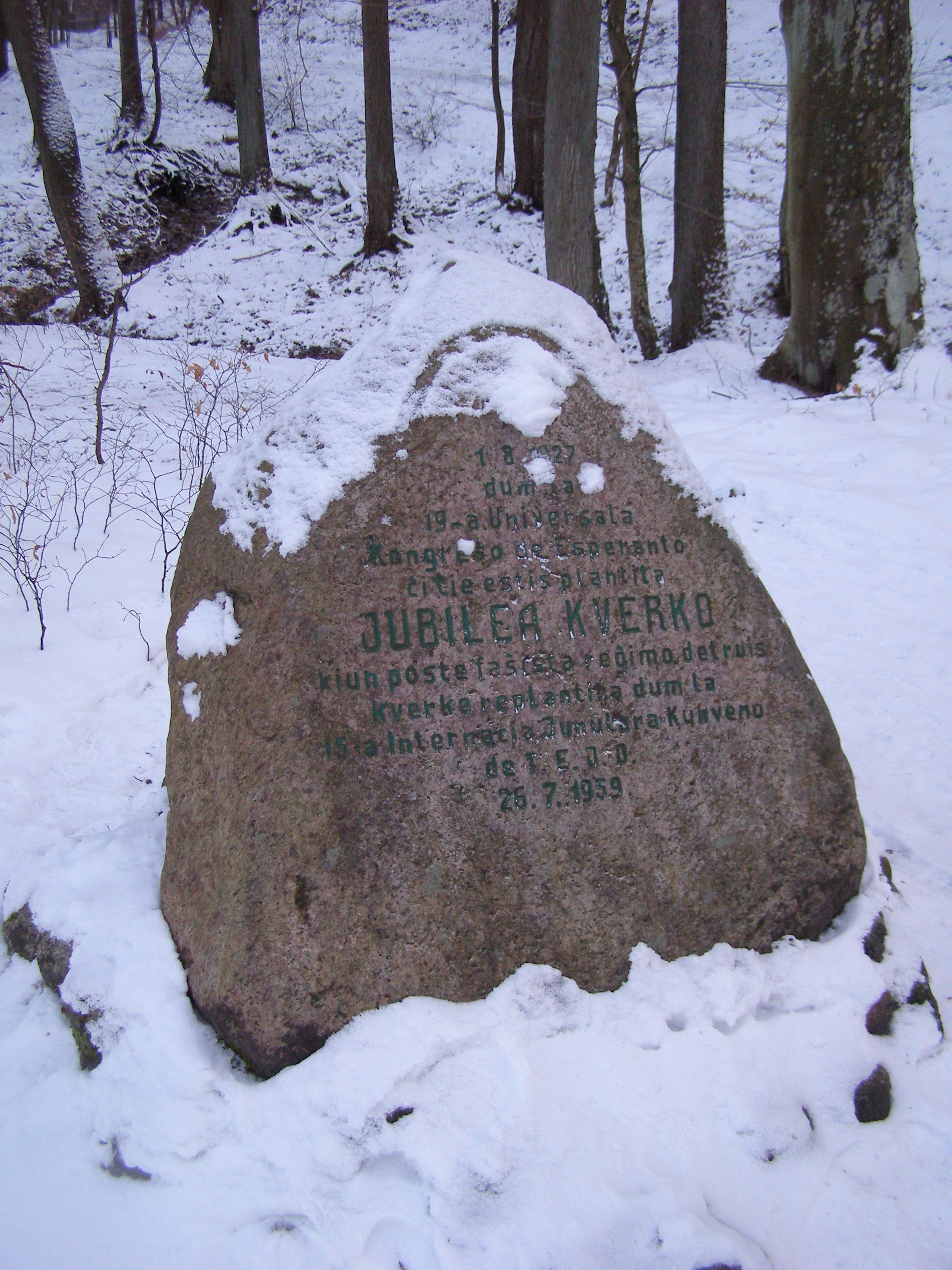
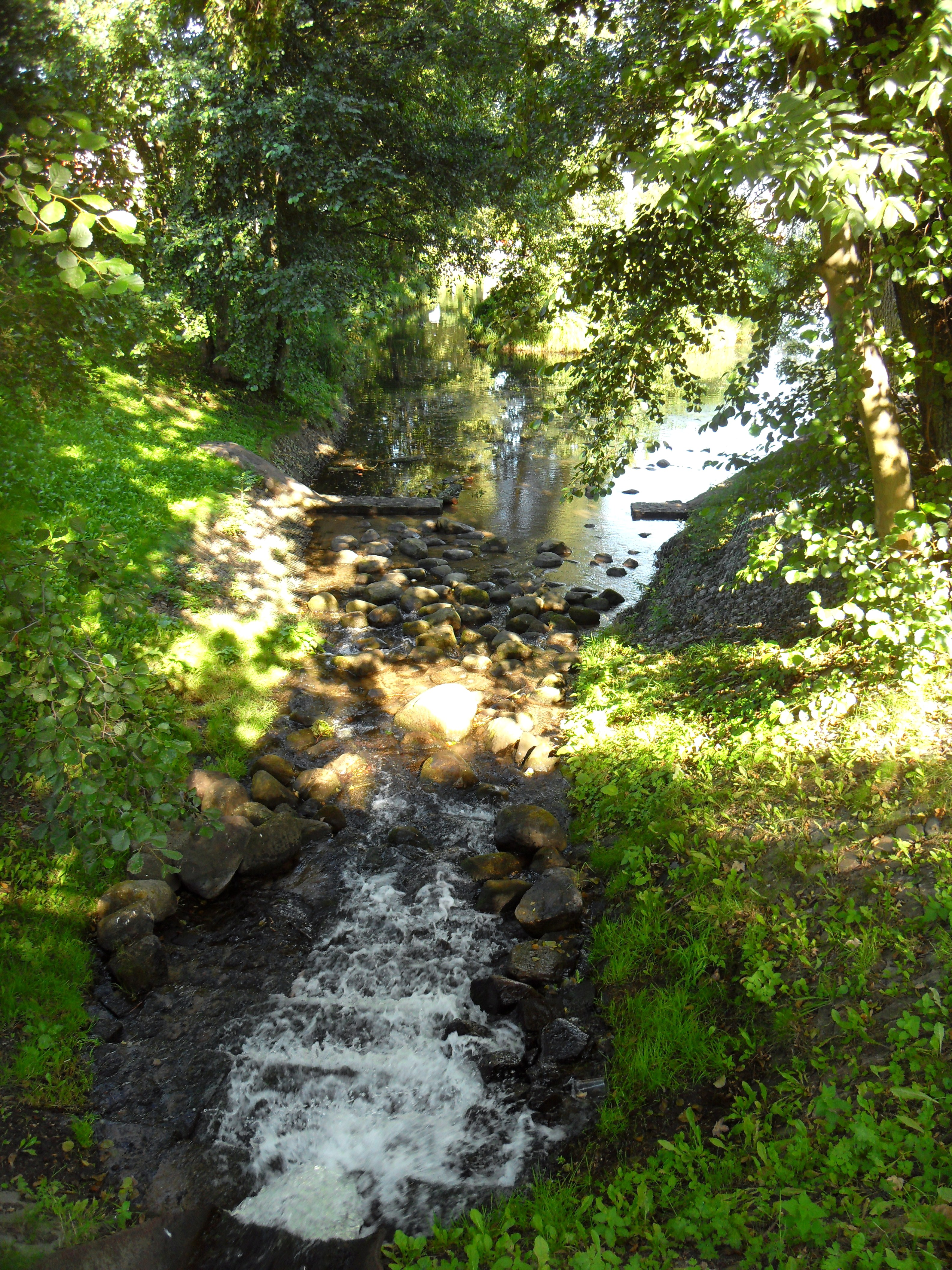
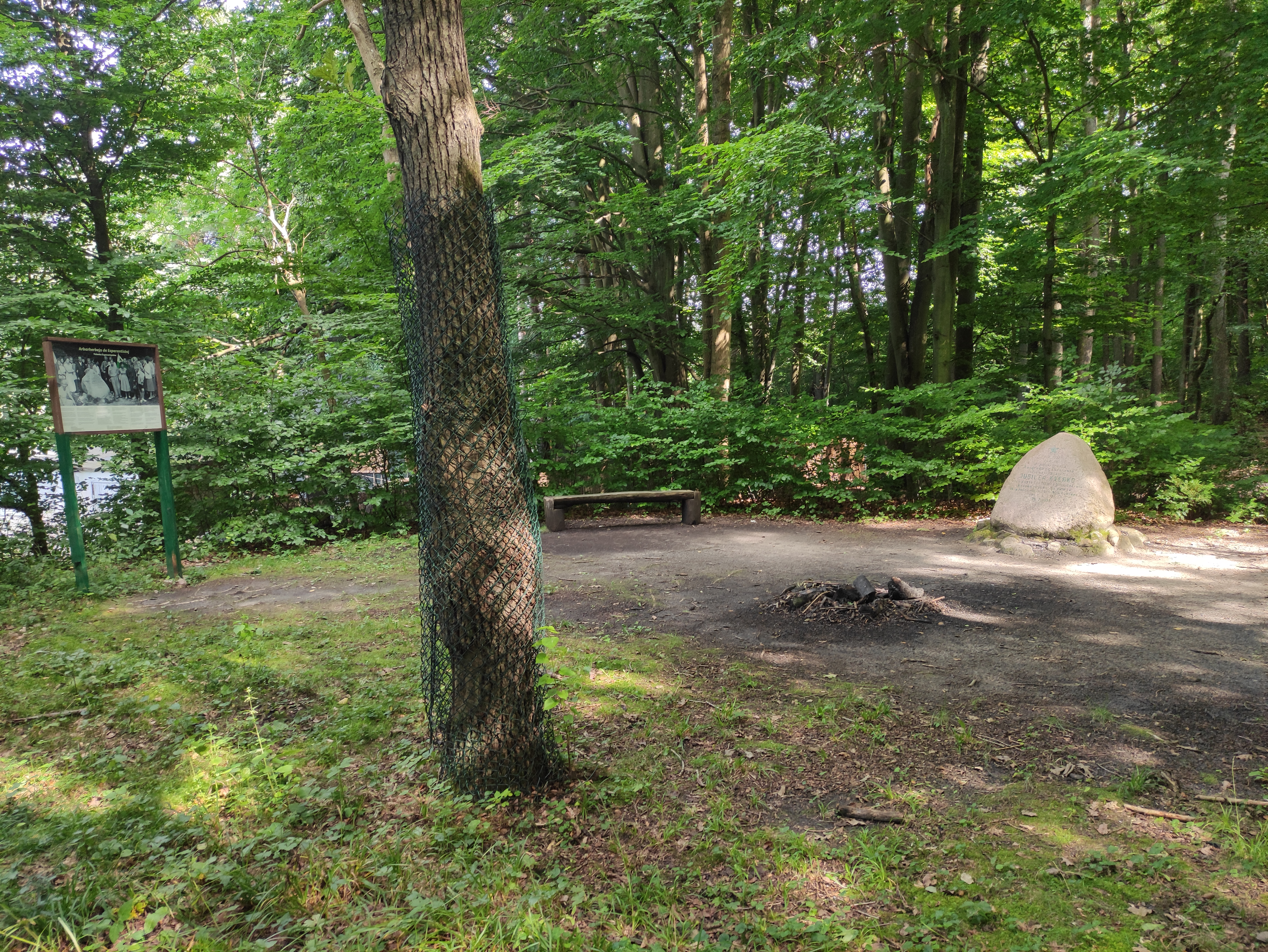
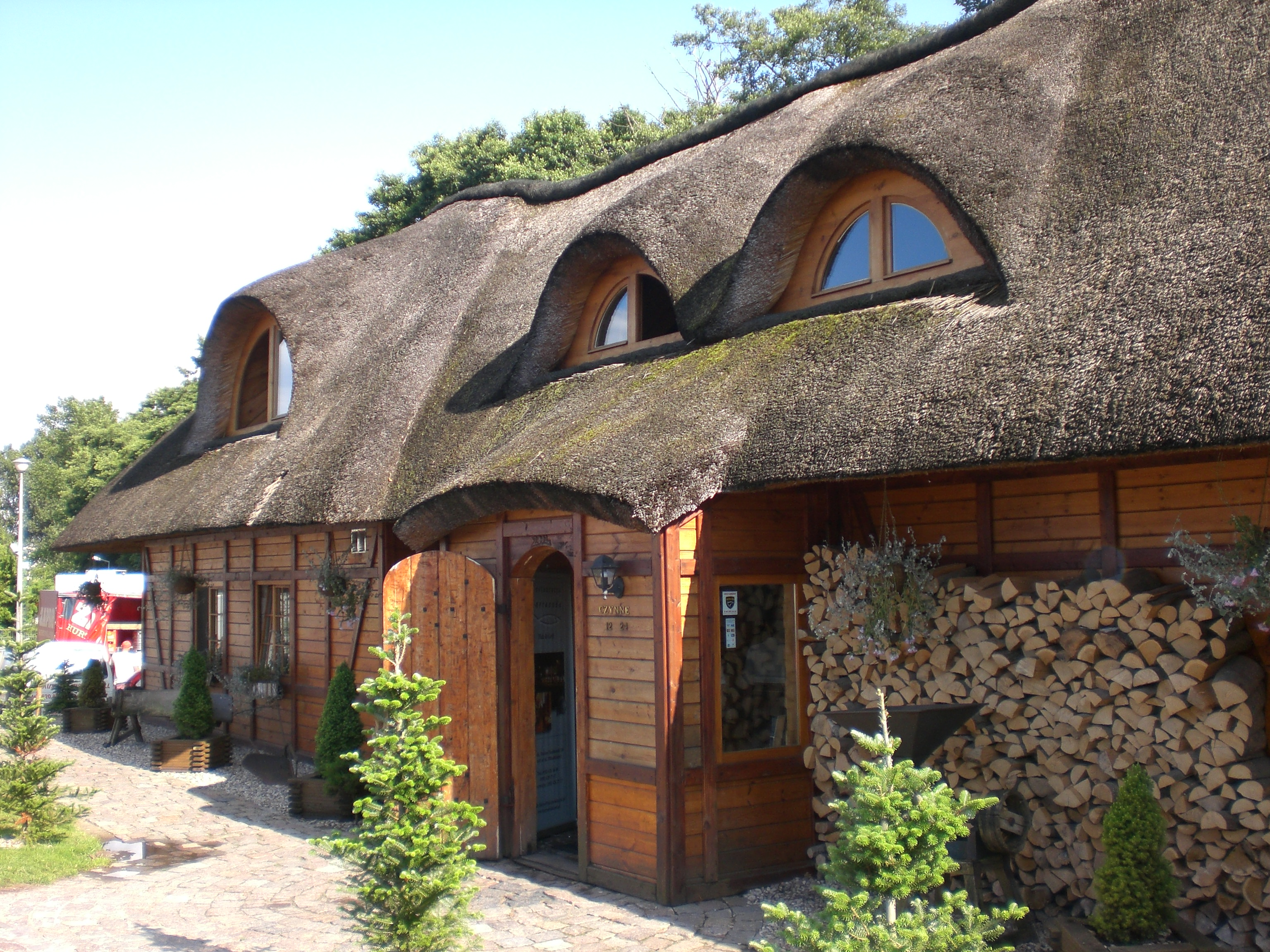
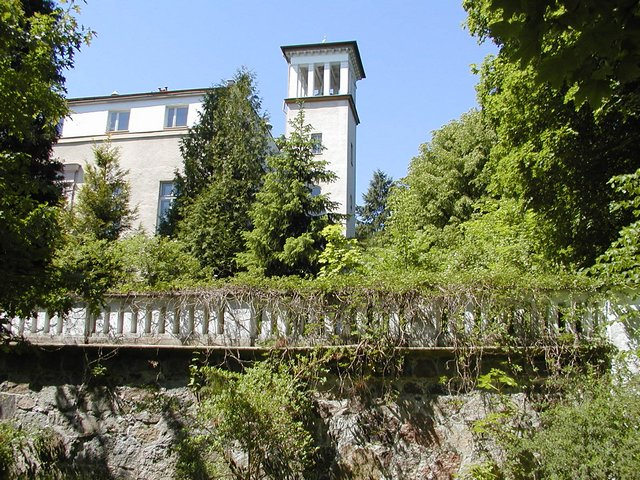
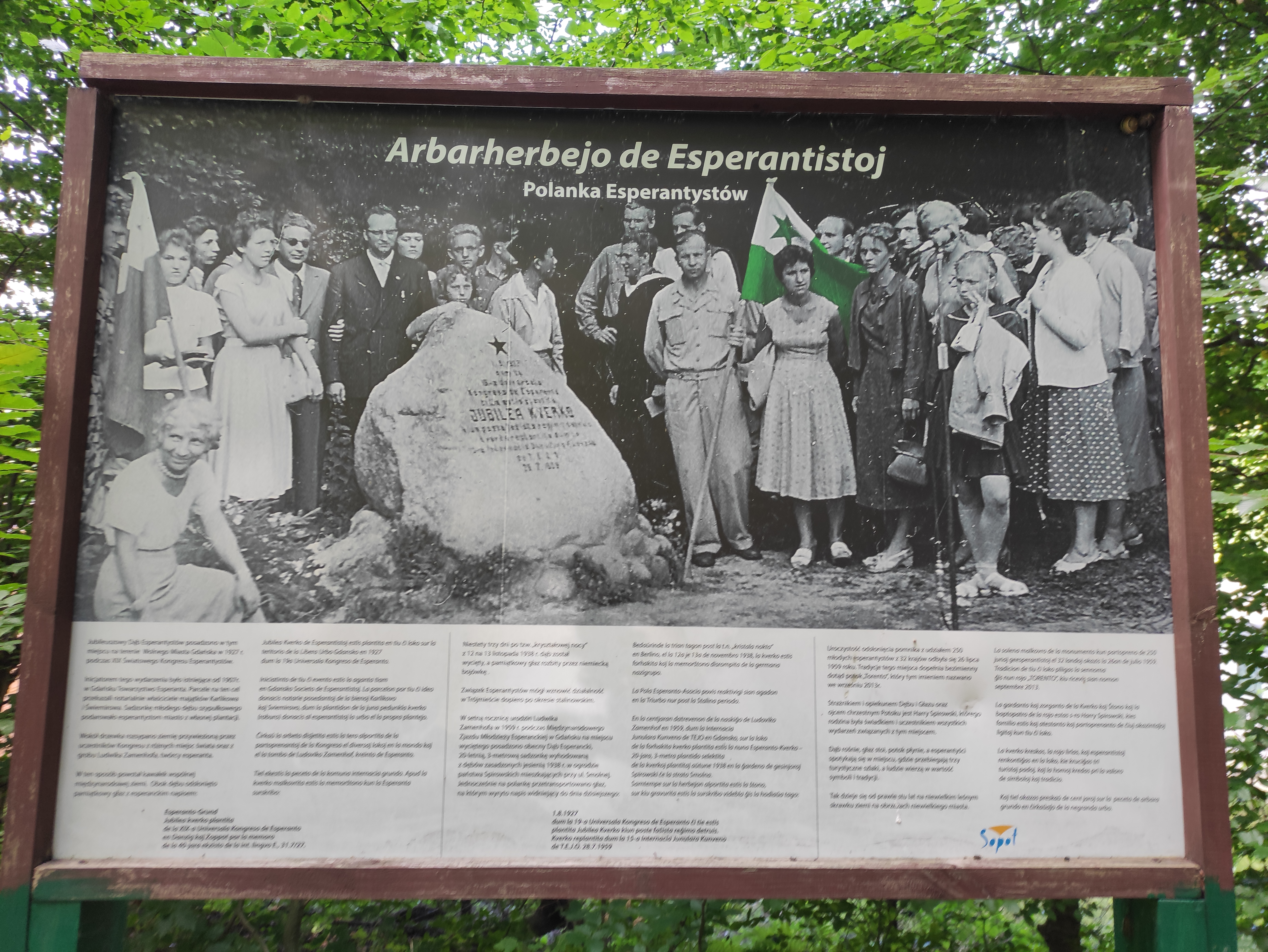